# Jarosław Górniak
Jarosław Józef Górniak (ur. 2 stycznia 1962 w Pieszycach) – polski socjolog, profesor nauk społecznych, prorektor Uniwersytetu Jagiellońskiego.

## Życiorys
W 1985 ukończył studia ekonomiczne w Akademii Ekonomicznej w Krakowie, natomiast w 1987 studia socjologiczne na Uniwersytecie Jagiellońskim. 16 kwietnia 1993 obronił pracę doktorską Innowacyjność organizacji gospodarczych, 30 listopada 2000 habilitował się na podstawie dorobku naukowego i pracy zatytułowanej My i nasze pieniądze. Studium postaw wobec pieniądza. 6 grudnia 2013 nadano mu tytuł profesora w zakresie nauk społecznych. Został zatrudniony na stanowisku profesora w Wyższej Szkole Europejskiej im. ks. Józefa Tischnera w Krakowie.
Profesor w Instytucie Socjologii, dziekan na Wydziale Filozoficznym Uniwersytetu Jagiellońskiego (2012–2020), kierownik w Centrum Ewaluacji i Analiz Polityk Publicznych Wydziału Filozoficznego Uniwersytetu Jagiellońskiego, a także członek Komitetu Naukoznawstwa na I Wydziale Nauk Humanistycznych i Społecznych Polskiej Akademii Nauk.
W latach 2020–2024 pełnił funkcję prorektora UJ ds. rozwoju, a w kadencji 2024–2028 jest prorektorem UJ ds. współpracy międzynarodowej.